# Матићи (Врбовско)
Матићи су насељено мјесто града Врбовског, у Горском котару, у Приморско-горанској жупанији, Република Хрватска.

## Географија
Матићи се налазе око 12 км сјеверозападно од Врбовског.

## Становништво
Према попису становништва из 2011. године, насеље Матићи је имало 13 становника.
| Националност       | 1991. | 1981. | 1971. | 1961. |
| Срби               | 17    | 20    | 25    | 43    |
| Југословени        |       | 6     |       |       |
| остали и непознато | 2     | 1     |       |       |
| Укупно             | 19    | 27    | 25    | 43    |

| Демографија | Демографија | Демографија |
| Година      | Становника  | Становника  |
| ----------- | ----------- | ----------- |
| 1961.       | 43          |             |
| 1971.       | 25          |             |
| 1981.       | 27          |             |
| 1991.       | 19          |             |
| 2001.       | 17          |             |
| 2011.       |             | 13          |